# Bộ Cá rồng
Bộ Cá rồng (danh pháp khoa học: Osteoglossiformes, từ tiếng Hy Lạp osteon: xương, glossa: lưỡi, nghĩa là "lưỡi xương") là một bộ tương đối nguyên thủy trong cá vây tia chứa hai phân bộ là Osteoglossoidei và Notopteroidei với ít nhất 245 loài. Tất cả các loài đều sống trong môi trường nước ngọt.
Gymnarchidae (gồm một loài duy nhất Gymnarchus niloticus) và Mormyridae là cá điện yếu với khả năng cảm nhận con mồi trong điện trường của chúng.
Họ Hiodontidae có khi được xếp vào đây, nhưng cũng hay được đặt vào họ riêng Hiodontiformes.
Những loài trong bộ nay biến thiên đáng kể về hình dáng và bề ngoài; loài nhỏ nhất là Pollimyrus castelnaui (dài 2 xentimét (0,79 in)), còn loài lớn nhất (Arapaima gigas) đạt chiều dài đến 2,5 mét (8,2 ft).

## Phát sinh chủng loài
Cây phát sinh chủng loài bộ Osteoglossiformes:

| Notopteroidea | Notopteridae                                                |
|               | Notopteridae                                                |
| Mormyroidea   | \| \| Gymnarchidae \| \| \| \| \| \| Mormyridae \| \| \| \| |
|               | \| \| Gymnarchidae \| \| \| \| \| \| Mormyridae \| \| \| \| |
|               | Gymnarchidae                                                |
|               |                                                             |
|               | Mormyridae                                                  |
|               |                                                             |

|  | Gymnarchidae |
|  |              |
|  | Mormyridae   |
|  |              |

| Notopteroidea | Notopteridae                                                |
|               | Notopteridae                                                |
| Mormyroidea   | \| \| Gymnarchidae \| \| \| \| \| \| Mormyridae \| \| \| \| |
|               | \| \| Gymnarchidae \| \| \| \| \| \| Mormyridae \| \| \| \| |
|               | Gymnarchidae                                                |
|               |                                                             |
|               | Mormyridae                                                  |
|               |                                                             |

|  | Gymnarchidae |
|  |              |
|  | Mormyridae   |
|  |              |

| Notopteroidea | Notopteridae                                                |
|               | Notopteridae                                                |
| Mormyroidea   | \| \| Gymnarchidae \| \| \| \| \| \| Mormyridae \| \| \| \| |
|               | \| \| Gymnarchidae \| \| \| \| \| \| Mormyridae \| \| \| \| |
|               | Gymnarchidae                                                |
|               |                                                             |
|               | Mormyridae                                                  |
|               |                                                             |

|  | Gymnarchidae |
|  |              |
|  | Mormyridae   |
|  |              |

| Notopteroidea | Notopteridae                                                |
|               | Notopteridae                                                |
| Mormyroidea   | \| \| Gymnarchidae \| \| \| \| \| \| Mormyridae \| \| \| \| |
|               | \| \| Gymnarchidae \| \| \| \| \| \| Mormyridae \| \| \| \| |
|               | Gymnarchidae                                                |
|               |                                                             |
|               | Mormyridae                                                  |
|               |                                                             |

|  | Gymnarchidae |
|  |              |
|  | Mormyridae   |
|  |              |